# Sterbefasten
Beim Sterbefasten (auch: FVNF Freiwilliger Verzicht auf Nahrung und Flüssigkeit oder FVET Freiwilliger Verzicht auf Essen und Trinken) hört die sterbewillige Person nacheinander oder zugleich mit dem Essen und Trinken auf, um das eigene Leben zu beenden. Es wird kontrovers diskutiert, ob es sich dabei um eine Form des Suizids handelt. Sterbefasten ist insofern umstritten, als Argumente, mit denen es aus ethischen und moralischen Bedenken abgelehnt wird, Argumenten gegenüberstehen, die von einem Recht auf Selbstbestimmung über die Beendigung des eigenen Lebens ausgehen. 
Im englischen Sprachraum wird für FVET das Akronym VSED (Voluntary Stopping of Eating and Drinking) verwendet.

## Zum Begriff
In der Palliativmedizin lautet der Begriff „Freiwilliger Verzicht auf Nahrung und Flüssigkeit“ bzw. wird dafür die Abkürzung „FVNF“ verwendet. Fachleute kritisieren die Verwendung dieser Abkürzung aus inhaltlichen Gründen. In der klinischen Praxis träten Fälle von Sterbefasten auf, die jeweils in einem der vier Buchstaben nicht zuträfen, etwa wenn ein Patient zwar die Nahrungsaufnahme abbräche, nicht aber die Flüssigkeitszufuhr.
Statt FVNF hat Anton van Hooff den Parallel-Begriff Inedia erstmals systematisch benutzt. In der antiken Literatur findet neben Inedia auch das alt-griechische Gegenstück καρτερία (kartería = Ausdauer) Verwendung. So ist in den Schriften des Hippokrates und des Galenus vom Marasmus durch ἀποκαρτερεῖν (apo-kartereîn = hungern, fasten) die Rede. Cicero berichtet im 1. Buch, Abschnitt 84, seiner „Gespräche in Tusculum“ vom griechischen Philosophen Hegesias, dem sogenannten Selbstmordprediger. Dabei verwendet Cicero in seinem lateinischen Text zwei Begriffe für das Sterbefasten: in Latein „per inediam“ (durch Nahrungsentzug) und in Griechisch ἀποκαρτερεῖν (apokartereîn = fasten). Das Reflexiv-Verb zu Inedia lautet: „sich inedieren“.
Im religiösen Bereich wird das Verfahren als Inedia prodigiosa oder Anorexia mirabilis beschrieben. Im Englischen wird Inedia als Fachbegriff für das esoterische oder religiöse, lebenslange Fasten, manchmal auch ohne Wasserzufuhr benutzt. Hier wird als Lebensquelle oft eine Lichtnahrung oder ein göttliches Wunder behauptet. Inedia ist auch beim Senizid eine Methode für alte Menschen, um im Opfertod still aus dem Leben zu scheiden.

## Hintergrund
Es gehört zum Sterbeprozess, dass häufig zunächst die Nahrungs- und später auch die Flüssigkeitsaufnahme reduziert und dann ganz eingestellt werden. Boudewijn Chabot und Christian Walther zufolge könne man bei ausreichender Flüssigkeitszufuhr durch Trinken viele Wochen auf Nahrung verzichten, ohne dadurch den Tod herbeizuführen. Sterbefasten beruht auf einer bewussten, freiwilligen Entscheidung. Es kann zumindest in der ersten Woche wieder beendet werden, ohne dass mit bleibenden Schäden zu rechnen ist, während andere Selbsttötungsmethoden meist den sofortigen Tod nach sich ziehen oder beim Überleben zu zum Teil massiven Einschränkungen führen können.
Bei konsequenter Durchführung des freiwilligen Verzichts auf Nahrung und Flüssigkeit ist – abhängig von Konstitution und Grunderkrankung – in fast drei Vierteln der Fälle innerhalb von 14 Tagen mit dem Tod zu rechnen. In einigen Fällen kann es aber länger dauern; vor allem wenn keine tödliche oder schwere Erkrankung vorliegt; auch die Aufnahme von geringen Mengen Flüssigkeit, beispielsweise bei der Medikamenteneinnahme, verzögert das Sterben. Empirischen Untersuchungen zufolge ist der Verzicht auf Essen und Trinken bei Sterbenden in der Regel nicht leidvoll, ein längerer Sterbeprozess kann aber zu einer Belastung für Betroffene beziehungsweise auch für deren Angehörige werden.
Von Außenstehenden wird das Sterben durch konsequentes Vermeiden einer Nahrungs- und Flüssigkeitsaufnahme überwiegend als sanfter Vorgang empfunden. Eine Befragung von Pflegenden aus Hospiz- und Palliativeinrichtungen 2001 in Oregon, die ein solches Sterben begleitet hatten, ergab, dass sie den Sterbeprozess im Durchschnitt als sehr gut und friedlich erlebt hatten. In den Fragebögen für die 126 Krankenschwestern waren unterschiedliche Kategorien („suffering, pain, peacefulness“) abgefragt worden. Insgesamt beurteilten sie auf einer Punkteskala von null („schrecklich“) bis neun („friedlich“) den letzten halben Monat des individuellen Sterbeverlaufs mit acht Punkten.
Eine FAZ-Rezension des Buches Ausweg am Lebensende: Sterbefasten von Chabot und Walther setzt sich hingegen kritisch mit dem propagierten Konzept des sogenannten Sterbefastens auseinander: So seien „Magersüchtige und Hungerstreikende“ gemäß dem Buch vom Sterbefasten ausgenommen, da das Konzept „für junge Menschen unerträgliche Qualen bedeute“, während den „Alten“ ein Sterben angeboten werde, welches „nicht ganz frei von Leiden“ sei.

## Voraussetzungen
Sterbefasten kann durch drei Bedingungen definiert werden:
1. Ein Patient entscheidet sich, in einem Zustand, in dem er zur Nahrungs- und Flüssigkeitsaufnahme fähig ist, weder das eine noch das andere zu sich zu nehmen.
2. Er beabsichtigt damit, den Eintritt des Todes zu beschleunigen.
3. Er trifft die Entscheidung dazu im Zustand der Einsichtsfähigkeit, ohne äußeren Druck und im Wissen um die Tragweite seiner Entscheidung.[8][14]

Um zu gewährleisten, dass der Betroffene sein Vorhaben jederzeit abbrechen kann, falls er sich doch noch anders entscheidet, sollte sich in seiner Reichweite ein Getränk oder auch eine Kleinigkeit zu essen befinden.

## Physiologie
Die körperlichen Erscheinungen beim Verzicht auf Nahrungs- und Flüssigkeitszufuhr verlaufen folgendermaßen:
Wenn dem Körper keine Nahrung zugeführt wird, kommt es nach ein bis zwei Tagen zum sogenannten Hungerstoffwechsel, bei dem so wenig Energie wie möglich verbraucht wird. Gleichzeitig legt sich das Hungergefühl. Die Eiweiß- und Fettreserven des Körpers werden allmählich aufgelöst; es kommt zum Muskelschwund. Bei diesen Stoffwechselvorgängen bilden sich Ketonkörper wie Aceton. Bei längerem Fasten schüttet der Körper Endorphine aus, was das Hungern erträglicher macht und zu euphorischen Gefühlszuständen führen kann. Pro Tag verlieren Fastende im Durchschnitt etwa 400 Gramm Gewicht; anfangs vor allem Wasser, später dann Eiweiß (und damit Muskelsubstanz).
Bei Verzicht auf die zum Erhalt der Stoffwechselfunktionen nötigen ca. 25 ml Wasser pro Kilogramm Körpergewicht pro Tag kommt es zur Austrocknung, die sich ab einem Wasserverlust von drei Prozent als Durst äußert. Ab ca. zehn Prozent können Sprach- und Gangstörungen auftreten. Eine gute Mund- und Schleimhautpflege, z. B. durch halbstündiges Mundausspülen, kann Symptome wie Durstgefühl und Mundtrockenheit (Xerostomie) lindern. Hingegen führt eine Flüssigkeitszufuhr über eine Infusion nicht zwangsläufig zu einer Minderung des Durstgefühls.
Schwerkranke, deren Immunsystem durch die Erkrankung oder deren Behandlung (z. B. Therapie mit Zytostatika) beeinträchtigt ist, neigen zusätzlich zu Entzündungen und Pilzinfektionen wie Mukositis und Soor. Durch die Austrocknung haben die Nieren zu wenig Flüssigkeit, um ihre Ausscheidungsfunktion aufrechtzuerhalten. Es kommt zum akuten Nierenversagen mit einer Erhöhung des Harnstoffs im Blut, was mit der Zeit schläfrig macht. Der Tod tritt dann in der Regel im Schlaf durch Herzstillstand ein.

## Weitere Symptome
Wie häufig auch beim krankheitsbedingten Sterben treten bei fortschreitender Abmagerung und Austrocknung (Exsikkose, Dehydrierung) weitere Symptome auf. Dazu zählt zunehmende Schwäche, die letztendlich in die Bettlägerigkeit führt, mit den damit einhergehenden Risiken des Wundliegens und von Kontrakturen. Beim Aufstehen kommt es vermehrt zu einem Schwindelgefühl (Orthostase), da sich der Blutkreislauf auf die wichtigen Organe zurückzieht und die periphere Durchblutung nachlässt. Füße, Arme und Hände werden kalt und können sich verfärben, insbesondere die Beine erscheinen „marmoriert“. Die Urinmenge ist reduziert (Oligurie), die Kontrolle über die Ausscheidung geht eventuell verloren (Inkontinenz); in selteneren Fällen kommt es zu schmerzhaftem Harnverhalt, was durch Anlage eines Blasenkatheters behoben werden kann.
Müdigkeit und Teilnahmslosigkeit steigern sich bis zur Apathie, Schlafphasen werden häufiger und verlängern sich (Somnolenz), die seltener werdenden Wachphasen können von Verwirrtheit und Unruhe geprägt sein. Daneben können, vor allem im Zusammenhang mit fieberhaften Infektionen, Muskelkrämpfe auftreten.
Diese Symptome lassen sich in der Regel durch palliativmedizinische und -pflegerische Therapie und Unterstützung lindern. Andere Symptome beruhen auf eventuell vorhandenen Grunderkrankungen und müssen unter Umständen entsprechend weiter palliativ behandelt werden.

## Ethische Bewertungen und gesellschaftliche Akzeptanz
Der freiwillige Verzicht auf Nahrung und Flüssigkeit ist unabhängig von der Hilfe anderer und gilt meist als eine Form der unnatürlichen Selbsttötung oder des passiven Senizids. Von anderer Seite wird geltend gemacht, dass es sich um keinen gewalttätigen Suizid, sondern um eine autonome, gewaltfreie und natürliche Tötungsart sui generis handelt. Die Zuordnung des Sterbefastens zum unnatürlichen passiven Suizid oder zu einer natürlichen Selbsttötung oder dritten Art der Selbsttötung sui generis ist von weitreichender Bedeutung für die Behandlung des Toten, etwa weil bei einem unnatürlichen Tod die Staatsanwaltschaft eingeschaltet werden muss, mit den entsprechend belastenden Folgen für die Angehörigen.
Hintergrund ist, dass der Verzichtende sein nahendes Lebensende akzeptiert oder aber eine dezidierte Suizidabsicht verfolgt. Abhängig davon fällt das Geschehen unter Begrenzung lebenserhaltender Maßnahmen oder unter den Aspekt der Suizidhilfe. Die Arbeitsgruppe „Ethik am Lebensende“ in der Akademie für Ethik in der Medizin e. V. (AEM) plädiert, ungeachtet der Zuordnung im Einzelfall, für die Anwendung derselben Entscheidungskriterien, die für die Suizidhilfe erarbeitet wurden. Das Sterbefasten kann als passiver Suizid eingestuft werden, da dabei keine aktive Handlung ausgeführt wird. Es ist ein autonomes Gestalten des Sterbeprozesses, das im Unterlassen der Nahrungs- und Flüssigkeitsaufnahme besteht.
Das gesellschaftliche Verhältnis zu Themen der Sterbehilfe ist gespalten; ebenso besteht kein Konsens darüber, wie frei der freie Wille wirklich ist und wie die Forderung nach Autonomie in diesem Zusammenhang zu bewerten ist. 

## Rechtliche Einordnung und Positionen
Nach der Rechtsprechung in Österreich handelt es sich beim FVNF nicht um Suizid.
In Deutschland ist der Verzicht bzw. die Ablehnung von lebenserhaltenden Maßnahmen spätestens seit dem Erlass des Patientenverfügungsparagraphen (§ 1901a BGB) rechtens. Dazu zählt auch der Verzicht auf Nahrung und Flüssigkeit, solange dies von einer einwilligungsfähigen Person getan wird, die ihren Willen glaubhaft und nachhaltig äußert. Der nachhaltige Wille wird hier schon durch die fortgesetzte Ablehnung der Nahrungs- und Flüssigkeitsaufnahme dokumentiert. Allerdings ist vorher zu klären, ob behandelbare Ursachen (Krankheiten wie Magersucht oder Depression) dazu geführt haben, dass die Nahrungsaufnahme abgelehnt wird. Können solche Gründe bei selbstbestimmter Einsichtsfähigkeit des Betroffenen ausgeschlossen werden, ist dessen Wille zu respektieren.
Hilfreich ist das Vorliegen einer entsprechenden Patientenverfügung und einer dokumentierten Modifizierung der Garantenpflicht. Letzteres, um den Vorwurf der unterlassenen Hilfeleistung abweisen zu können, der gelegentlich erhoben wird, wenn der Fastende am Ende das Bewusstsein verliert.
Die medizinische und pflegerische Versorgung dieser Patienten stellt keine Hilfe zur Selbsttötung dar, sondern ist Teil der Betreuung im Rahmen des Sterbeprozesses.
In den 2011 von der Bundesärztekammer novellierten Grundsätzen zur ärztlichen Sterbebegleitung heißt es:

„Das Sterben darf durch Unterlassen, Begrenzen oder Beenden einer begonnenen medizinischen Behandlung ermöglicht werden, wenn dies dem Willen des Patienten entspricht. Dies gilt auch für die künstliche Nahrungs- und Flüssigkeitszufuhr.“

### Kontroverse um §217 StGB in Deutschland
Seit 2020 ist der § 217 StGB abgeschafft. Er wurde durch das Bundesverfassungsgericht in einem Urteil vom 26. Februar 2020 für verfassungswidrig und somit für nichtig erklärt.
Vor 2015 war die Förderung der Selbsttötung eines Dritten straffrei.
Ab 10. Dezember 2015 wurde die Förderung der Selbsttötung eines Dritten dann strafbar, wenn sie geschäftsmässig (gegen Entgelt) erfolgt (§ 217 StGB: Gesetz zur Strafbarkeit der geschäftsmäßigen Förderung der Selbsttötung).
Die strafrechtliche Wissenschaft kam damals überwiegend zu dem Ergebnis, dass damit eine geschäftsmäßige Hilfe beim Sterbefasten durch Hospize, Pflegeheime und Ärzte strafbewehrt und rechtswidrig war. Eine konsequente Umsetzung dieser Interpretation würde nach Ansicht des Rechtstheoretikers Eric Hilgendorf „die Hospiz- und Palliativarbeit im bisherigen Sinne unmöglich machen“. Die Deutsche Gesellschaft für Palliativmedizin (DGP) sah im § 217 hingegen keine Gefahr für die Palliativversorgung; würden bestimmte Behandlungsmaßnahmen beendet, sei das „zwar auch eine Form der ‚Sterbehilfe‘“, in erster Linie stellten sie aber einen „Abbruch einer vom Patientenwillen nicht mehr getragenen ärztlichen Behandlung dar“; das „sogenannte Sterbefasten […] medizinisch zu begleiten – und gegebenenfalls die erforderliche Basisversorgung zur Linderung von Durst- und Hungergefühlen zu leisten“, sei ebenfalls keine strafbare Handlung gewesen. Die behandelnden Ärzte unterließen hier eine „[…] ausdrücklich abgelehnte medizinische Behandlung (Ernährung über Sonde oder durch Infusionslösungen). Es werde keine Beihilfe zum Suizid geleistet, sondern es würden insbesondere belastende Symptome gelindert.“
Zum Umgang mit geäußerten Sterbewünschen von Patienten empfahl die DGP unter anderem, den freiwilligen Verzicht auf Nahrungs- und Flüssigkeitsaufnahme dem Patienten als „mögliche Alternative“ zuzugestehen.

### Position der Deutschen Gesellschaft für Palliativmedizin
Die Deutsche Gesellschaft für Palliativmedizin (DGP) legte 2019 ein Positionspapier zum freiwilligen Verzicht auf Essen und Trinken (FVET) vor. Darin wird der Standpunkt vertreten, dass FVET nicht als Suizid, aber auch nicht als Therapieverzicht zu bewerten sei. Essen und Trinken seien keine Behandlungen im medizinischen Sinne, damit wäre auch der FVET kein Unterlassen der
Behandelnden. Der FVET wird eher als eigene Handlungskategorie (Sui generis) betrachtet. Die Inhalte des Positionspapiers beschränkten sich aber auf Patienten mit „lebensbedrohlichen oder lebenslimitierenden“ Erkrankungen und seien „nicht ohne weiteres auf andere Gruppen übertragbar, zum Beispiel auf alte, multimorbide oder gebrechliche Menschen ohne schwere Erkrankungen oder gesunde Menschen, die des Lebens müde sind.“ Ein schwerkranker Mensch, der durch Verzicht auf Essen und Trinken seinen Tod herbeiführen möchte, sollte nicht gegen seinen Willen ernährt werden.

## Kirchliche Einordnungen und Positionen
Die römisch-katholische Kirche bezeichnet den Suizid als eine schwere Verfehlung sowohl gegen die Eigenliebe als auch die Nächstenliebe. Zudem stehe er im Widerspruch gegen die Liebe Gottes, da der Mensch verpflichtet sei, sein Leben dankbar entgegenzunehmen und zu bewahren. Der Mensch sei nur Verwalter, nicht Eigentümer des anvertrauten Lebens, er dürfe darüber nicht verfügen. Die freiwillige Beihilfe zum Selbstmord verstoße gegen das sittliche Gesetz.
Anlässlich der Debatte über die Gesetzesinitiative zum Verbot der geschäftsmäßigen Beihilfe zur Selbsttötung äußerte sich der Rat der Evangelischen Kirche in Deutschland im November 2012 dahingehend, dass die Selbsttötung eines Menschen aus christlicher Perspektive grundsätzlich abzulehnen sei, weil das Leben als eine Gabe verstanden werde, über die der Mensch nicht eigenmächtig verfügen solle. Allerdings schließe „die generelle Ablehnung nicht aus, dass Menschen in einer extremen Not- und Ausnahmesituation zu einer anderen Entscheidung kommen können“, die ein Außenstehender nicht ermessen könne und die es zu respektieren gelte. Jede Form organisierter Suizidbeihilfe sei allerdings abzulehnen.